# Xero (album)
Xero är ett demoalbum av Linkin Park som då gick under namnet Xero. Det spelades in 1996 och släpptes året efter.

## Låtlista
1. "Rhinestone"
2. "Reading My Eyes"
3. "Fuse"
4. "Stick N' Move"